# Pseudarthria confertiflora
Espèce
Synonymes
- Rhynchosia confertiflora A. Rich.[1]

Pseudarthria confertiflora est une espèce de plantes à fleurs de la famille des Fabaceae et du genre Pseudarthria, présente en Afrique tropicale, du Liberia à l'Éthiopie, en Angola, en République démocratique du Congo et en Tanzanie, utilisée comme plante médicinale.